# Correu electrònic
El correu electrònic, o a vegades correu-e (o e-mail o email, de l'anglès) es refereix al sistema que permet redactar, enviar i rebre missatges (cartes, missives o lletres) utilitzant sistemes digitals de telecomunicació. També s'hi poden adjuntar documents electrònics o altres fitxers. Avui en dia, la majoria de sistemes de correu electrònic utilitzen Internet.
El correu electrònic és un dels serveis més populars d'Internet. En comparació amb el correu ordinari, té l'avantatge de ser més barat i alhora més ràpid. Més sovint, el correu electrònic es transmet a servidors que treballen amb el protocol SMTP (Simple Mail Transfer Protocol). Pot ser de caràcter privat, empresarial o institucional.
Una adreça de correu electrònic té la forma usuari@domini.exemple, que és l'origen i/o la destinació de missatges enviats per correu electrònic. La part abans del signe @ és la part local de la direcció, sovint el nom d'usuari del destinatari, i la part a la dreta del signe @ és el nom de domini. Mitjançant DNS, es pot comprovar que aquest domini accepta correu electrònic per aquesta adreça determinada.
Alguns dels problemes amb què conviu l'usuari que fa servir el correu electrònic són el correu brossa (l'spam) i els cucs. Són fenòmens que s'han estès molt en els darrers anys, i tenen un efecte molt negatiu en els usuaris de correu electrònic, i un cost econòmic considerable.
El correu electrònic funciona en xarxes d'ordinadors, principalment a Internet, així com en xarxes locals. Els sistemes de correu electrònic moderns es basen en un model d'emmagatzematge i reenviament. Els servidors de correu electrònic reben, reenvien, lliuren i emmagatzemen missatges. Ni els usuaris ni els seus ordinadors necessiten estar connectats a la xarxa al mateix temps; han de connectar-se, normalment, a un servidor de correu o a una interfície de correu electrònic per enviar o rebre missatges o descarregar-los.
Segons Lifewire, el 2025 els 62,86 % dels professionals empresarials prefereixen utilitzar el correu electrònic per a la comunicació empresarial. Tenint en compte que un treballador d'oficina mitjà envia 40 correus electrònics al dia, es pot dir amb seguretat que el correu electrònic roman el principal mitjà de comunicació en totes les empreses.
Originalment, el correu electrònic era un mitjà per transmetre només missatges de text ASCII, però amb l'ajuda de MIME es va ampliar per transmetre text en jocs de caràcters ampliats i contingut multimèdia, com ara imatges. El correu electrònic internacional amb adreces de correu electrònic internacionalitzades que utilitzen UTF-8 està estandarditzat, però no ha aconseguit una àmplia adopció.
El terme «correu electrònic» s'utilitza en el seu significat modern des de 1975, i les variants més curtes «E-mail» s'utilitzen des de 1979.
El servei sovint es coneix simplement com a correu, i un correu electrònic individual es diu missatge. Els camps en els correus electrònics — «Per a», «De», «Còpia», «Còpia oculta», etc. — van aparèixer en el RFC-680 el 1975.
Un correu electrònic està format per un sobre i un contingut; el contingut consta d'una capçalera i un text.

## Història
El MIT va ser el primer a provar el Compatible Time-Sharing System (CTSS) el 1961. Va permetre a múltiples usuaris a accedir a l'IBM 7094 des de terminals remots connectats per línia commutada, i emmagatzemar arxius en línia en un disc. Aquesta habilitat nova va animar els usuaris a compartir informació de maneres noves.
El correu electrònic és anterior a Internet. Es va començar a utilitzar el 1965, per permetre la comunicació entre usuaris d'ordinadors de temps compartit (mainframes). Encara que la història exacta no se sap, entre els primers sistemes que van tenir aquesta facilitat trobem el Q32 d'SDC i el CTSS del MIT. Aviat es va implementar la possibilitat d'enviar missatges entre ordinadors connectats per xarxa. El correu electrònic es va estendre aviat per la xarxa ARPANET, predecessora d'Internet. El 1971, Raymond Tomlinson va utilitzar per primera vegada el símbol «@» (arrova) per separar el nom de l'usuari de la seva màquina. El servei de correu electrònic aviat es va popularitzar, i es van desenvolupar protocols per permetre la comunicació amb usuaris fora d'ARPANET. Per a permetre la connexió entre ordinadors que no estaven directament connectats, calia especificar la «ruta» que el missatge havia de seguir per «anar» d'un ordinador a l'altre, especificant totes les màquines «intermèdies» separades per un signe «!». En molts casos, calia utilitzar rutes amb fins a 10 o més connexions. La possibilitat que algun node fallés i el missatge no arribés a destí era força alta. Una manera d'evitar això era donant diversos camins alternatius, amb l'esperança que algun d'aquests funcionés.

### Sistemes de correu electrònic suportats en ordinadors centrals
Els sistemes de correu electrònic originals permetien la comunicació només entre usuaris que estaven registrats en aquest host, mainframe o «ordinador central», però podrien ser centenars o milers d'usuaris dins d'una empresa o universitat. Cap al 1966 (o potser abans, és possible que el sistema SAGE actués de forma similar), i aquells sistemes van permetre correu electrònic entre empreses diferents mentre executessin sistemes operatius compatibles, però no amb altres sistemes diferents.
Els exemples inclouen BITNET, IBM PROFS, Digital All-in-1 i l'original correu Unix.

### Sistemes basats en xarxes d'àrea local
Des dels primers anys 1980, les xarxes d'ordinadors personals basats en LANs esdevenien cada vegada més importants i els sistemes basats en servidors similars als primers sistemes d'ordinadors centrals es van desenvolupar, i una altra vegada la comunicació inicialment era permesa només entre usuaris registrats en aquest servidor, però també podien ser connectats entre empreses diferents mentre executessin el mateix sistema de correu electrònic i de protocol.
Els exemples inclouen cc:Mail, WordPerfect Office, Microsoft Mail, Banyan Vines de Banyan i Lotus Notes - amb diversos subministradors que proveïen el programari per connectar aquests sistemes incompatibles.

### Intents d'interoperabilitat
- Novell va liderar per poc temps el protocol obert MHS.
- uucp va ser utilitzat com a «cua» oberta entre sistemes de correu diferents.
- Els Coloured Book protocols al Regne Unit per xarxes acadèmiques fins al 1992.
- X.400 en els primers anys 1990 va ser autoritzat pel govern sota GOSIP però gairebé immediatament abandonat a favor d'ARPANET SMTP

### L'ascens del correu basat en ARPANET
La xarxa ARPANET va fer una gran contribució al desenvolupament del correu electrònic. Hi ha un informe que indica que les transferències experimentals de correu electrònic intersistema van començar poc després de la seva creació el 1969. Raymond Tomlinson va ser el primer a fer servir el caràcter «@» per separar els noms de l'usuari i la seva màquina el 1971. ARPANET va incrementar significativament la popularitat del correu electrònic, i es va convertir en l'aplicació assassina d'aquesta xarxa.
La majoria de les altres xarxes tenien els seus propis protocols de correu i de formats d'adreces; per la influència d'ARPANET i més tard per l'expansió d'Internet, els seus llocs centrals sovint oferien portals o portes de correu (gateways) que passaven emails entre Internet i aquestes altres xarxes. L'encaminament del correu a Internet encara és complicat per la necessitat de gestionar correu destinat a aquestes xarxes més velles. Alguns exemples coneguts són l'UUCP (principalment ordinadors d'Unix), BITNET (principalment ordinadors centrals d'IBM i VAX a les universitats), FidoNet (ordinadors personals), i DECNET (diverses xarxes).
Exemple d'una adreça Internet que dirigeixi correu a un usuari en un host d'UUCP:
```
hubhost!middlehost!edgehost!user@uucpgateway.somedomain.example.com

```

Això va ser necessari perquè els primers anys els ordinadors d'UUCP no mantenien informació sobre la localització de tots els hosts amb què intercanviaven correu, però si sabien com comunicar-se amb uns quants veïns de la xarxa; missatges d'e-mail (i altres dades com Usenet) passaven de llarg en una cadena entre hosts que explícitament acceptaven compartir dades l'un amb l'altre.
El 2018 es va publicar la notícia sobre una insalvable vulnerabilitat inherent a tots els sistemes de correu electrònic encara que s'utilitzara algun esquema d'encriptació com PGP i S/MIME.

## Format
El format del correu electrònic es defineix al Document RFC 5322, i les que van dels documents RFC 2045 a 2049, col·lectivament anomenades Multipurpose Internet Mail Extensions. Tot i que el document RFC 2822 és l'estàndard proposat tècnicament per l'IETF i els altres són només esborranys de l'IETF, aquests documents són els estàndards de facto del correu electrònic. Abans el format es descrivia al document RFC 822.
El correu electrònic consta de dos components principals:
- Capçalera (header) - Conté de forma estructurada informació com l'emissor i el destinatari, assumpte, data, i altra informació. El document RFC 5322 en defineix la sintaxi en detall.
- Cos (body) - El missatge en si com a text no estructurat. De vegades conté la signatura al final.

Les dues seccions se separen per una línia en blanc.
El correu electrònic està pensat per transmetre missatges ASCII de 7 bits. Tot i que sovint es poden fer servir 8 bits, això no està garantit. Per aquesta raó, s'utilitza l'estàndard MIME, que permet enviar fitxers binaris, inclosos so i imatges, i codi HTML. D'altra banda, el correu electrònic permet una escriptura amb errors ortogràfics, impensables en altres mitjans comunicatius, com ara abreviatures, emoticones..., permet fer una mica més oral el discurs escrit.

### Capçalera
La capçalera conté com a mínim els següents camps:
- From: (De:) L'adreça d'e-mail, i opcionalment el nom de l'emissor.
- To: (A:) L'adreça (o adreces), i opcionalment el nom del receptor (o receptors).
- Subject: (Assumpte:) Un resum del contingut del missatge.
- Date: (Data:) L'hora i dia local de quan el missatge ha estat escrit.

Aquests camps es transmeten en anglès, ja que formen part del protocol. El camp «To» no és necessàriament lligat a les adreces a les quals s'envia el missatge. La llista de destinataris no s'extreu de la capçalera de l'e-mail, sinó que s'especifica en el protocol SMTP.
Altres camps freqüents són: (per veure més camps, consulteu document RFC 4021 o RFC 2076)
- Cc: Còpia de carbó (carbon copy).
- Bcc: Còpia de carbó oculta (blind carbon copy).
- Received: Informació de seguiment generada pels servidors de correu que han gestionat el missatge prèviament.
- Content-Type: Informació de com s'ha de mostrar el missatge, normalment de tipus MIME.
- Reply-To: L'adreça que s'hauria d'usar per contestar al remitent.
- References: La id del missatge al qual es respon (en cas que es respongui), la id d'aquest missatge, etc.
- In-Reply-To: La id del missatge al qual es respon.
- X-Face: Petita icona, normalment mostrant la cara del remitent.

### Cos del missatge

#### Codificació
El correu electrònic era dissenyat originalment per missatges de 7 bits ASCII. Molts programaris de correu electrònic treballen amb 8 bits però cal suposar que es comunicaran amb servidors de correu de 8 bits. L'estàndard MIME introdueix dues codificacions per permetre transmissió de dades no-ASCII. L'extensió 8BITMIME es va introduir per permetre la transmissió de correu sense la necessitat d'aquestes codificacions però molts MTAs encara no ho suporten. En alguns països, coexisteixen uns quants esquemes de codificació; com a resultat, per defecte, el missatge en una llengua d'alfabet no llatí apareix de forma no llegible (l'única excepció és quan el remitent i el receptor fan servir el mateix esquema de codificació). Per això, el codi Unicode guanya en popularitat.

#### Arxius de text i HTML
Molts clients de correu electrònic permeten l'ús tant de text sense format com d'HTML per al cos de missatge en l'opció de l'usuari. Els missatges de correu electrònic d'HTML sovint inclouen un fitxer de text generat automàticament, per raons de compatibilitat.
Els avantatges de HTML inclouen la possibilitat d'incloure enllaços i imatges, separa missatges previs en blocs, permet diverses visualitzacions, i l'ús de formats com el subratllat, la cursiva, i el canvi de tipus de lletra.
Els desavantatges inclouen l'increment de la mida del correu, la intimitat dels web bugs, l'abús del correu HTML com a vector per atacs phishing i l'extensió de malware.
Les llistes de correu normalment insisteixen que tots els correus es creïn en text sense format per totes les raons citades, però també perquè tenen un nombre significatiu de lectors utilitzant correu basat en text user interface com ara Mutt.
Alguns clients de correu de Microsoft han permès un millor format fent servir RTF abans que HTML, però llevat que al receptor se li garanteixi tenir un client de correu electrònic compatible, no hauria d'estar permès.

## Vista general del funcionament
El diagrama de la dreta mostra una seqüència típica d'esdeveniments que tenen lloc quan Alice escriu un missatge fent servir el client de correu electrònic (mail user client - MUA). Entra l'adreça de correu electrònic del seu corresponsal, i prem el botó «enviar".
1. El seu MUA dona forma al missatge en el format de correu electrònic i utilitza el Protocol SMTP per enviar el missatge al servidor de correu (mail transfer agent - MTA), en aquest cas smtp.a.org, engegat pel proveïdor de servei d'Internet (Internet Service Provider - ISP). d'Alice
2. El MTA mira l'adreça de destinació proporcionada en el protocol de SMTP (no de la capçalera de missatge), en aquest cas bob@b.org. Una adreça de correu electrònic d'Internet és una sèrie de forma localpart@exampledomain. La part d'abans del caràcter @ és el local part de l'adreça, sovint el nom de l'usuari del receptor, i la part de després del caràcter @ és un nom de domini. El MTA resol un nom de domini per determinar el servidor commutador de correu en el DNS (Sistema de noms de domini).
3. El Servidor de DNS pel domini b.org, ns.b.org, respon amb un registre MX llistant els servidors que commuten correu electrònic per aquell domini, en aquest cas mx.b.org, un servidor cap a l'ISP de Bob.
4. smtp.a.org envia el missatge a mx.b.org utilitzant SMTP, que el lliura al correu de l'usuari bob.
5. Bob prem el botó «correu d'entrada» en el seu MUA, que recull el missatge fent servir el protocol de correus POP3.

Aquesta seqüència d'esdeveniments s'aplica a la majoria d'usuaris de correu electrònic. Tanmateix, hi ha moltes possibilitats alternatives i complicacions en el sistema de correu electrònic:
- Alice o Bob poden fer servir un client connectat a un sistema de correu electrònic corporatiu, com IBM, Lotus Notes o Microsoft. Aquests sistemes sovint tenen el seu propi format de correu electrònic intern i els seus clients normalment es comuniquen amb el servidor de correu electrònic que utilitza un protocol propietari. El servidor envia o rep correu electrònic mitjançant Internet a través de la passarel·la de correu d'Internet del producte. Si Alice i Bob treballen per la mateixa empresa, la transacció sencera pot tenir lloc completament dins d'un únic sistema de correu electrònic corporatiu.
- Alice pot no tenir un MUA al seu ordinador però en canvi es pot connectar a un servei webmail.
- L'ordinador d'Alice pot córrer el seu propi MTA, evitant així la transferència del pas 1.
- Bob pot recollir el seu correu electrònic de moltes maneres, per exemple utilitzant l'Internet Message Access Protocol, entrant a mx.b.org i llegint-lo directament, o utilitzant un servei webmail.
- Els dominis normalment tenen uns quants servidors d'intercanvi de correu de manera que puguin continuar acceptant correu quan no està el servidor principal de correu disponible.
- Els missatges de correu electrònic no són segurs si l'encriptació de correu electrònic és no utilitzada correctament.

Molts MTAs solien acceptar missatges per a qualsevol receptor a Internet i fer el que podien per repartir-los. Aquests MTA s'anomenen open mail relays. Va ser molt important els primers dies d'Internet quan les connexions de xarxa eren de poca confiança. Si un MTA no pot fer arribar el missatge a la seva destinació, pot com a mínim lliurar-lo a l'open relay més proper a la destinació. Aquest servidor tenia més possibilitats de repartir el missatge un temps després. Tanmateix, aquest mecanisme va ser explotat per enviar spam i com a conseqüència molt pocs MTAs moderns són open relay, i molts MTAs no accepten missatges d'aquests servidors de correu perquè és molt probable que aquests missatges siguin spam.

## Aplicacions per servidors i clients

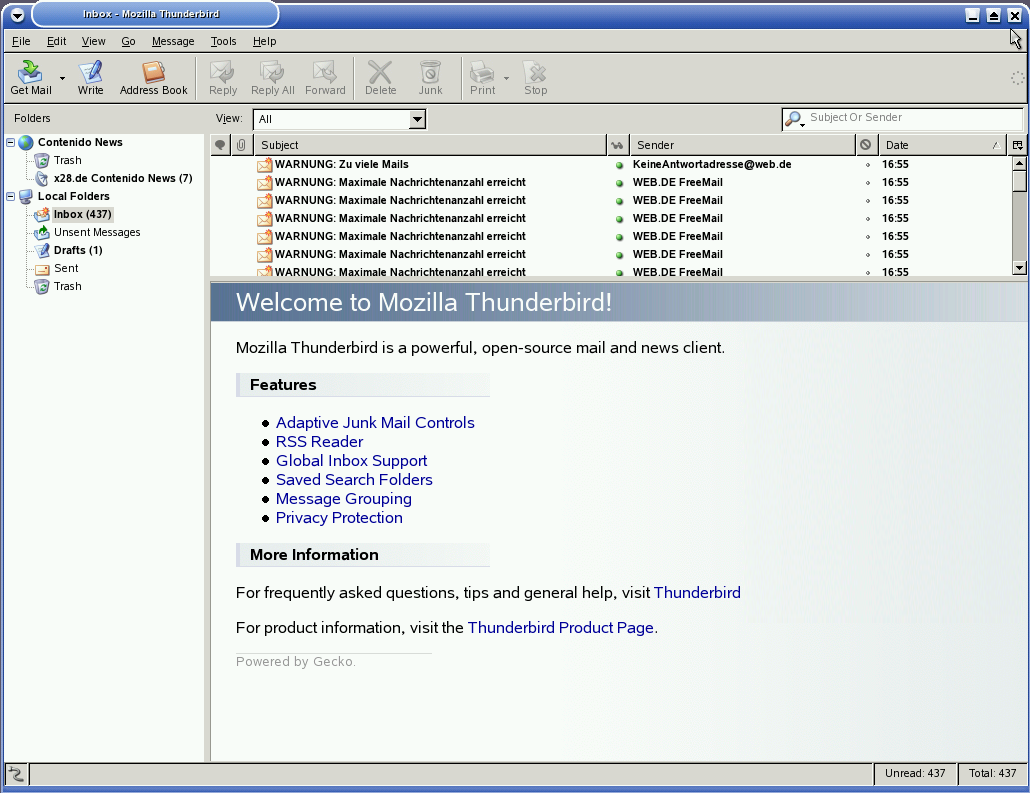
La interfície d'un client de correu electrònic, Thunderbird.

Els missatges s'intercanvien entre hosts que utilitzen SMTP amb programes anomenats servidor de correu. Els usuaris poden recuperar els seus missatges de servidors que utilitzen protocols estàndards com POP o IMAP, o, com és més probable en una gran corporació, amb un protocol propietari específic, com Lotus Notes o Microsoft Exchange Server. Les interfícies Webmail permeten als usuaris accedir al seu correu amb qualsevol navegador web estàndard, des de qualsevol ordinador.
El correu es pot emmagatzemar en el costat del client, en el servidor, o a tots dos llocs. Els formats estàndards per a bústies inclouen Maildir i mbox. Uns quants clients prominents de correu electrònic utilitzen el seu propi format patentat i exigeixen que el programari de conversió transfereixi correu electrònic entre ells.
L'acceptació d'un missatge obliga un MTA a repartir-lo, i quan no es pot repartir un missatge, aquell MTA ha d'enviar un missatge de rebot de tornada al remitent, indicant el problema.

### Extensions dels fitxers
En la recepció de missatges de correu electrònic, les aplicacions de client de correu electrònic salven el missatge en arxius del sistema operatiu. Alguns clients salven missatges individuals com arxius separats, mentre que altres utilitzen diversos formats de base de dades, sovint patentat, per a emmagatzematge col·lectiu. Un estàndard històric d'emmagatzematge és el format mbox. El format específic utilitzat és marcat sovint per extensions especials: 
.eml
És l'extensió d'arxiu de correu electrònic per a Mozilla Thunderbird i Windows Mail. També s'utilitza per a Microsoft Outlook.
.emlx
Utilitzat per Apple Mail.
.msg
Utilitzat per Microsoft Outlook.
.mbx
Utilitzat per Opera Mail, KMail, i Apple Mail basat en el format mbox.
Algunes aplicacions (com Apple Mail) també codifiquen fitxers adjunts als missatges per buscar mentre també fa una còpia física dels arxius en un disc. Altres separen els fitxers adjunts dels missatges dipositant-los en carpetes designades en un disc.

### Esquema URImailto:
L'esquema URI, registrat a l'IANA, defineix l'esquema de mailto: per a adreces de correu d'SMTP. Encara que el seu ús no està estrictament definit, les URLs d'aquesta forma estan pensats per ser utilitzades per obrir una nova finestra de missatge del client de correu de l'usuari quan l'URL s'activa, amb l'adreça definida per l'URL al camp «A:» 

## Ús

### A la societat
La gent ha canviat de nombroses maneres de comunicar-se durant els 50 darrers anys; el correu electrònic és naturalment una d'aquestes. Tradicionalment, la interacció social en la comunitat local estava basada en la comunicació cara a cara. Tanmateix, avui les reunions cara a cara no són ja la manera principal de comunicar-se, ja que hom pot utilitzar un telèfon o amb un ordinador pot enviar un correu electrònic.
Els treballs d'investigació han mostrat que la gent utilitza activament el correu electrònic per mantenir les xarxes socials, especialment quan es viu a certa distància. Tanmateix, contradictòriament, els resultats suggereixen que els augments en ús d'Internet estan associats amb disminucions en uns altres modes de comunicació, destacant Internet i l'ús del correu electrònic com a factors que intervenen en aquesta relació.
A Espanya, segons l'AIMC, actualment utilitza el correu electrònic un 70 % de la població. La tendència sembla que va en lleu descens des de l'aparició de la missatgeria instantània, que actualment en supera l'ús, amb un 83 %. L'ús del correu electrònic actualment és el més baix després del 67 % de 1997.

#### Resposta irada
Té lloc una resposta irada, o flame (flaming en anglès) quan una persona envia un missatge amb contingut irat o antagònic. La resposta irada és avui molt habitual a causa de la facilitat i impersonalitat de les comunicacions de correu electrònic: les confrontacions en persona o via telèfon exigeixen interacció directa, on les normes socials fomenten i suposen educació, mentre que escriure un missatge a una altra persona és una interacció indirecta, així es pot oblidar l'educació. La resposta irada és generalment considerada per les comunitats d'Internet com de mala educació i no productiva.

#### Correu de fallida
També conegut com a fatiga de correu electrònic (E-mail bankruptcy), el correu electrònic de fallida és quan un usuari ignora un gran nombre de missatges de correu electrònic després d'endarrerir-se llegint-los i contestant-los. La raó per endarrerir-se és sovint la sobrecàrrega d'informació i un sentit general que hi ha tanta informació que no és possible llegir-ho tot. Com a solució, la gent ocasionalment envia un formulari que explica que l'entrada de correu electrònic s'està endreçant. A Lawrence Lessig, professor de dret de la Universitat Stanford se li atribueix aquest terme, però ell només l'ha popularitzat.

### Negocis
El correu electrònic va ser àmpliament acceptat per l'empresariat com el primer mitjà de comunicació electrònic i va ser el primer 'e-revolution' en la comunicació de negocis. El correu electrònic és molt simple d'entendre i com el correu postal, el correu electrònic resol dos problemes bàsics de comunicació: logística i sincronització.
Les LAN basades en correu electrònic és també una forma emergent d'ús pels negocis. No només permet a l'usuari de negocis descarregar correu quan està offline, també proporciona a l'usuari de l'empresa petita la possibilitat de tenir múltiples usuaris de correu amb només una connexió de correu electrònic.

#### Pros
- El problema de la logística

Bàsicament, el món dels negocis depèn de comunicacions entre gent que no és físicament al mateix edifici, àrea o ni tan sols país; establir i assistir a una reunió, una trucada, una audioconferència o una videoconferència pot ser un inconvenient i consum de temps i diners. El correu electrònic proporciona una manera d'intercanviar informació entre dues o més persones sense cap cost i és generalment molt menys car que reunions físiques o trucades telefòniques.
- El problema de sincronització

Amb la comunicació en temps real per reunions o trucades telefòniques, els participants han de treballar en el mateix horari, i cada participant ha de passar la mateixa quantitat de temps en la reunió o trucada. El correu electrònic permet asincronisme: cada participant pot controlar el seu horari independentment.

#### Contres
En el món dels negocis, la majoria de gent passa d'una a dues hores dels seus dies feiners en el correu electrònic: lectura, ordenació, informació fragmentada 'recontextualitzada', i escrivint correus. L'ús de correu electrònic està augmentant a causa del creixement de la globalització, la divisió de les feines i la subcontractació, entre altres coses. El correu electrònic pot portar a alguns problemes coneguts:
- Pèrdua de Context: vol dir que el context està perdut per sempre; no hi ha cap manera de recuperar el text. La informació en context (com en un diari) és molt més fàcil i més ràpid d'entendre que la informació no editada i de vegades en fragments inconnexos.
- Sobrecàrrega d'informació: el correu electrònic és una tecnologia de tramesa automàtica (push technology) - el remitent controla qui rep la informació. La disponibilitat de llistes de correu i l'ús de «còpia a tothom» pot portar a rebre informació indesitjada o irrellevant.
- Inconsistència: el correu electrònic pot duplicar la informació. Això pot ser un problema quan un equip gran està treballant en documents i informació sense contacte constant amb els altres membres de l'equip.

Malgrat aquests desavantatges, el correu electrònic ha esdevingut el medi més àmpliament utilitzat de comunicació en el món dels negocis.

## Reptes

### Sobrecàrrega d'informació
El desembre del 2007, el bloc del New York Times descriu el correu electrònic com a «un llast per l'economia de 650 mil milions de dòlars», i el New York Times informava l'abril de 2008 que el «correu electrònic ha esdevingut la plaga de les vides professionals d'algunes persones» a causa de sobrecàrrega d'informació, tot i així «cap dels actuals processos d'alt perfil a Internet centrats en el correu electrònic realment eliminen el problema de la sobrecàrrega de correu electrònic perquè no ens ajuden a preparar les respostes"
. Els inversors de tecnologia reflecteixen similars preocupacions.

### Spam i virus
La utilitat de correu electrònic està  amenaçada per quatre fenòmens: bombardeig de correu electrònic, spam, phishing, i cucs.
Spam és el correu electrònic comercial no sol·licitat. A causa del cost molt baix de l'enviament de correu electrònic, els spamers poden enviar cada dia centenars de milions de missatges de correu electrònic per una connexió d'Internet barata. Centenars de spamers actius enviant aquest volum de correu suposa una sobrecàrrega d'informació per a molts usuaris informàtics que reben un gran volum de correu electrònic no sol·licitat cada dia.
Els cucs de l'email fan servir el correu electrònic com a manera de duplicar-se en ordinadors vulnerables. Encara que el primer cuc informàtic va afectar els ordinadors UNIX, el problema és més normal avui en el més popular sistema operatiu, el Microsoft Windows.
La combinació de spam i programes de cucs ocasiona molèsties als usuaris que reben un plugim constant de correu electrònic d'endergues, que redueix la utilitat de correu electrònic com a eina pràctica. Les tècniques d'anti-spam mitiguen, però, l'impacte de l'spam. Al Congrés dels Estats Units, han aprovat una llei, la Can Spam Act of 2003, intentant regular el correu electrònic. Austràlia també té lleis de spam molt estrictes que restringeixen l'enviament de spam des d'un ISP australià però el seu impacte ha estat mínim, ja que molts spam venen de països que semblen reticents de regular l'enviament de spam.

### Falsejament d'identitat
El falsejament d'identitat (E-mail spoofing) es dona quan la informació de capçalera d'un e-mail es canvia per fer veure que el missatge procedeix d'una font coneguda o en la qual es confia. S'utilitza sovint com a ardit per recollir informació personal.

### Bombardeig de correu
El bombardeig de correu electrònic (E-mail bombing) és l'enviament intencionat de volums grans de missatges a una adreça objectiu. La sobrecàrrega de l'adreça d'e-mail objectiu el pot deixar inutilitzat i pot fins i tot provocar la caiguda del servidor de correu per estavellar-se.

### Preocupació per la privacitat
La intimitat del correu electrònic, sense algunes precaucions de seguretat, es pot comprometre per:
- no s'encripten generalment els missatges de correu electrònic;
- els missatges de correu electrònic han de passar a través d'ordinadors intermedis abans d'arribar a la seva destinació, i significa que és relativament fàcil per a altres interceptar i llegir missatges;
- Molts proveïdors de Servei d'Internet (ISP) emmagatzemen còpies de missatges de correu electrònic en els seus servidors de correu abans que es reparteixin. Les còpies de seguretat poden romandre fins a uns quants mesos al seu servidor, malgrat la supressió de la bústia;
- El receptor: els camps i altres informacions en el correu electrònic poden sovint identificar el remitent, evitant comunicació anònima.

Hi ha aplicacions de criptografia que poden servir com a solució. Per exemple Virtual Private Network o Tor poden ser utilitzats per encriptar tràfic des de la màquina d'usuari a una xarxa més segura., o S/MIME pot ser utilitzat per a encriptació de missatge extrem a extrem, i SMTP STARTTLS o SMTP sobre el nivell de Transport es pot utilitzar per encriptar comunicacions per a un salt de correu senzill entre el client de SMTP i el servidor de SMTP.
Addicionalment, molts servidors de correu no protegeixen connexions i contrasenyes, sent fàcil d'interceptar per un atacant. Esquemes d'autenticació encriptats com SASL poden evitar-ho.
Finalment, els arxius adjunts comparteixen molts dels mateixos perills com els trobats al Peer to peer. Els arxius adjunts poden contenir troians o virus.

### Rastreig del correu enviat
El servei de correu original de SMTP proporciona mecanismes limitats per a seguir un missatge transmès, i cap per verificar que s'ha lliurat o s'ha llegit. Per resoldre-ho, l'IETF va introduir el Delivery Status Notification (missatge de lliurament) i el Message Disposition Notifications (Missatge retornat); tanmateix, no estan desplegats universalment en producció.

## Consideracions sobre les formes utilitzades de l'anglès
Hi ha unes quantes variacions de l'ortografia del terme correu electrònic o correu-e en anglès, que són ocasionalment causa de desacord.
- e-mail és recomanat per algunes guies d'estil periodístiques i tècniques.[39][40][41][42]
- email és la forma exigida pe RFCs més nous i pels grups de treball de l'IETF[43] i també és reconegut en molts diccionaris.[44][45][46][47][48]

Formes menys habituals són eMail o simplement mail.
- mail era la forma que es feia servir a l'original document RFC - el servei es referia com mail , i una tros senzill de correu electrònic s'anomena  missatge[49][50][51]
- eMail, amb la lletra M  majúscula, era habitual amb els usuaris d'ARPANET i primers desenvolupadors d'Unix, CMS, AppleLink, eWorld, AOL, GEnie, i Hotmail.
- EMail és la forma que s'ha fet servir sempre als RFCs per a «l'adreça d'autor»,[50][51] i és expressament utilitzada «…per a raons històriques…».[52]

## Actuacions del govern dels Estats Units
S'ha d'europeanitzar aquest apartat. La Unió Europea també hi ha actuat.
El Govern dels EUA va ser implicat en el correu electrònic en diferents actuacions. Començant pel 1977, el Servei Postal dels EUA (USPS) va reconèixer que el correu electrònic i les transaccions electròniques implicaven una amenaça significativa al volum de correu de Primera Classe i als ingressos. Per això, l'USPS va endegar un servei de correu electrònic experimental conegut com a E-COM. Els missatges electrònics es transmetien a una oficina de correus, impresa, i es repartia com còpia en paper. Per aprofitar el servei, un individu havia de transmetre com a mínim 200 missatges. El termini de lliurament dels missatges era el mateix que el correu de Primera Classe i costava 26 centaus. Tant la Comissió Reguladora Postal com la Comissió Federal de Comunicacions (FCC) s'oposaven a l'E-COM proposat. La FCC concloïa que E-COM constituïa un mitjà de transport sota la seva jurisdicció i l'USPS havia de presentar les tarifes.
El primer ARPANET va considerar múltiples clients de correu electrònic que tenien diversos, i de vegades incompatibles, formats. Per exemple, en el sistema Multics, el signe «@» significava «esborrar la línia» i tot seguit el signe «@» va ser ignorat. El Departament de Defensa dels Estats Units desitjava tenir uniformitat i interoperabilitat per al correu electrònic i per això va finançar treballs per conduir cap a estàndards unificats. Va portar a David Crocker, John Vittal, Kenneth Pogran, i Austin Henderson a publicar l'RFC 733, «Estàndard pel format de missatges de text a la xarxa d'ARPA» (21 de novembre de 1977), que aparentment no era eficaç. El 1979, una reunió a la BBN resolia els problemes d'incompatibilitat. Jon Postel explicava la reunió al RFC 808, «Resum de la reunió sobre Serveis de correu electrònic celebrada a BBN el 10 de gener de 1979», que inclou una llista d'apèndix llistant els sistemes de correu electrònic diversos a l'època. Al seu torn, això va portar a l'edició del RFC 822 de David Crocker, «Estàndard pel format de missatges de text d'Internet d'ARPA» (13 d'agost de 1982).
La National Science Foundation va actuar sobre el funcionament d'ARPANET i Internet des del Ministeri de Defensa, i va iniciar NSFNet, un nou nucli per a la xarxa. Una part del NSFNet AUP prohibia tràfic comercial. El 1988 Vint Cerf va organitzar la interconnexió de MCI Mail amb NSFNET en una base experimental. El correu electrònic de Compuserve d'any següent s'interconnectava amb NSFNET. En pocs anys la restricció de trànsit comercial es treia de NSFNETs AUP, i NSFNET es va privatitzar.
A finals dels anys 1990, a la Federal Trade Commission va créixer la preocupació pel frau que es descobreix en el correu electrònic, i va iniciar una sèrie de procediments sobre l'spam, el frau, i el phishing. El 2004, la jurisdicció de FTC sobre spam legislava sobre l'SPAM. Altres Agències Federals dels EUA també han actuat sobre la legislació, incloent-hi el Departament de Justícia i el Servei Secret.

## Principals problemes
En els darrers anys, el principal problema és el correu brossa (en anglès spam), que és l'enviament de correu comercial no sol·licitat. Per tant, es refereix a la recepció de correus no sol·licitats, normalment de publicitat enganyosa, i en grans quantitats, promovent articles com rellotges Rolex, viagra, pornografia i altres productes i serveis de qualitat sospitosa.
Normalment els missatges indiquen com remitent del correu una adreça falsa. Per aquesta raó, és més difícil localitzar els veritables remitents, i no serveix de res contestar als missatges spam: les respostes seran rebudes per usuaris que no tenen res a veure amb ells. Per ara, el servei de correu electrònic no pot identificar els missatges de manera que es pugui discriminar la veritable adreça de correu electrònic del remitent, d'una falsa. Aquesta situació que pot resultar xocant en un primer moment, és semblant per exemple a la que passa amb el correu postal ordinari: res impedeix posar en una carta o postal una adreça de remitent aleatòria: el correu arribarà en qualsevol cas. No obstant això, hi ha tecnologies desenvolupades en aquesta direcció, com per exemple que el remitent pot signar els seus missatges mitjançant criptografia de clau pública. Com que enviar un correu electrònic és barat, és molt fàcil d'enviar milions de missatges anunciant qualsevol tipus de productes, sense preocupar-se gaire de si poden interessar als receptors. D'aquesta manera, molts usuaris acaben rebent una gran quantitat de correu brossa.
A més de l'spam, hi ha altres problemes que afecten la seguretat i veracitat del correu electrònic:
- Els virus informàtics, que es propaguen mitjançant fitxers adjunts infectant l'ordinador de qui els obre.
- El phishing o pesca electrònica, que són correus fraudulents que intenten aconseguir informació bancària.
- Els enganys (hoax), que difonen notícies falses de manera massiva.
- Les cadenes de correu electrònic, que consisteixen a reenviar un missatge a molta gent, tot i que sembla inofensiu, la publicació de llistes d'adreces de correu contribueix a la propagació a gran escala de l'spam i de missatges amb virus, phishing i hoax.

Un altre problema són els anomenats cucs; són programes semblants als virus informàtics, que utilitzen el correu electrònic per propagar-se.

## Serveis de correu electrònic en català
Acabats en .cat
- CatalunyaEmail.cat[68]
- Correu.cat, de domini.cat i Fundació puntCAT[69][70]
- Elteu.cat[71]
- Josóc.cat[72]
- Mailcat.cat[73]
- Perfil.cat[74]

- etc.

Acabats en .org
- Catalunya.org[75]
- Pangea.org[76]
- OpenMailBox.org[77]

Acabats en .com
- Gmail
- Outlook.com